# Duarte Tilman Soares

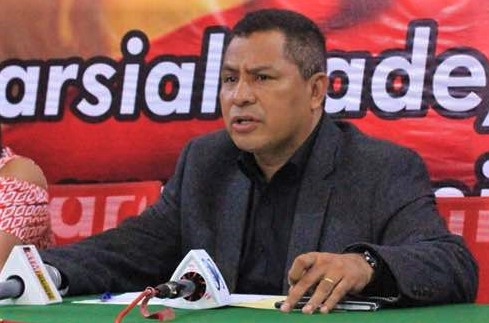
Duarte Tilman Soares (2018)

Duarte Tilman Soares (* 12. Juni 1974) ist ein osttimoresischer Jurist. Er stammt aus der Gemeinde Ermera.
Soares studierte an der privaten Christlichen Universität Satya Wacana (Universitas Kristen Satya Wacana UKSW) im indonesischen Salatiga.
Im Jahr 2000 nahm Soares an einer Ausbildung zum Richter in Baucau teil. Ab 2006 war Soares Trainee-Richter am Distriktsgericht von Dili und wurde im Juni 2007 als einer der ersten Osttimoresen Berufsrichter im seit 2002 unabhängigem Land. Er verfasste das erste Buch in Tetum, das die Gerichtsverantwortlichkeiten gemäß der neuen Strafprozessordnung erklärte. Zusätzlich zu den Beschreibungen der wichtigsten Bestimmungen des neuen Kodex enthält das Buch Definitionen und Erläuterungen zu Verfahren, die sich vom zuvor verwendeten indonesischen Strafprozesskodex unterscheiden. Er stieg auf zum Administrator des Distriktsgerichts.
Von 2016 an war Soares Vizepräsident der Nationalen Wahlkommission Osttimors (CNE). Er gab das Amt aber vorzeitig am 24. April 2019 ab, um Richter am Tribunal de Recurso de Timor-Leste zu werden, Osttimors höchstem Gericht.